# Христо Ганчев
Христо Ганчев Велев (26 февруари 1877 – 19 ноември 1912) е български драматичен актьор, съпруг на актрисата Адриана Будевска.

## Биография
Роден е на 26 февруари 1877 г. в Провадия. През 1899 г. завършва Императорското театрално училище в Санкт Петербург. В периодите 1894 – 1896 г. и 1899 – 1905 г. играе на сцената на театър „Сълза и смях“, а през 1905 г. и 1907 – 1912 г. в Народния театър в София. През 1905 – 1906 г. заедно с Адриана Будевска, Атанас Кирчев, Кръстьо Сарафов и Стоян Бъчваров участва в пътуващия Свободен театър.
Взима участие в Първата балканска война. Умира на фронта от тиф на 19 ноември 1912 г.

## Роли
- „Женитба“ – Покальосин;
- „Ревизор“ – Градоначалника;
- „Вуйчо Ваньо“ – Професор Серебряков;
- „Вишнева градина“ – Симеонов-Пишчик;
- „Службогонци“ – Какавидов;
- „В полите на Витоша“ – Чудомир Чипиловски.[3]